# Yigoga leonina
Yigoga leonina là một loài bướm đêm trong họ Noctuidae.